# Anne Beffort
Anne Beffort, née le 4 juillet 1880 à Neudorf (maintenant Luxembourg) et morte le 20 juillet 1966 à Davos (Suisse), est la première Luxembourgeoise ayant obtenu un doctorat, qu’elle eut à la Sorbonne en 1908, car à cette époque les jeunes filles n'étaient admises dans aucun lycée au Luxembourg.
De retour au pays, elle est cofondatrice du premier lycée de jeunes filles et fonde ensuite le musée Victor Hugo, à Vianden, où l'écrivain avait passé trois mois en exil en juin 1871.

## Notoriété
Anne Beffort possède dans son pays une rue et un timbre à son nom ; elle a publié deux tomes de ses Souvenirs (Editions Linden, Luxembourg, 1961) et a surtout obtenu la décoration de Chevalier de la Légion d'honneur en France[Quand ?] grâce notamment à sa thèse autour d'Alexandre Soumet, l'académicien que Victor Hugo estimait au début de sa carrière littéraire.